# Musique lettonne
 (février 2025).
La musique lettonne est particulièrement proche de celle de ses voisines baltes (lituanienne et estonienne) du fait de leur histoire commune. La Lettonie a en effet dans son passé tumultueux subi de nombreuses dominations politiques, économiques ou culturelles. Ainsi est-elle aussi très liée à l'Allemagne, la Russie, la Pologne, la Suède et la Lituanie. 
La musique classique et la musique à danser spēlmanis témoignent de ces influences. Mais c'est au travers de son passé paganiste qu'une identité nationale s'est transmise oralement au moyen des chansons traditionnelles daina et ligo.

## Musique classique
Malgré la christianisation du pays dès le XIIe siècle, les nombreuses invasions retardent l'avènement d'une musique propre aux Lives. Forts de leur influence économique, les Germains installent leur système culturel dans le pays, important notamment les chorals luthériens au XVIe siècle qui suscitent l'engouement pour les chœurs au sein de la population lettonne. Au cours des XVIIe et XVIIIe siècles, des musiciens allemands résident à la Cour des ducs de Courlande. Le XIXe siècle voit l'apogée de cette influence avec la nomination de Charles von Holtei à la direction du théâtre national qui accueille Richard Wagner de 1837 à 1839. Puis, c'est le tour de l'hégémonie des Russes, et à partir de 1870 les musiciens lettons font leurs études à Saint-Pétersbourg. Ainsi Jāzeps Vītols devient-il un compositeur russe à part entière; ce n'est pas le cas, cependant, de Kārlis Baumanis (1835 – 1905) qui a composé la musique et les paroles de l'hymne national. 
Avec Jānis Ivanovs (1906–1983) et Ādolfs Skulte (1909–2000), une musique nationale fait son apparition qui culmine avec Paul Dambis (1936–) dont les œuvres humanistes - La Planète bleue et In nomine Albrecht Dürer) s'inspirent de Vinci, Bruno ou Brecht. Parmi les compositeurs les plus récents[Quand ?], Raimonds Pauls, Pēteris Vasks, Arturs Maskats et Rihards Dubra se démarquent. Enfin, Gidon Kremer est devenu un véritable ambassadeur de la musique lettone en parcourant le monde avec son violon.
La Lettonie compte plusieurs chanteuses d'opéra de renommée mondiale avec, Elīna Garanča ou aussi Inese Galante.

## Musique traditionnelle

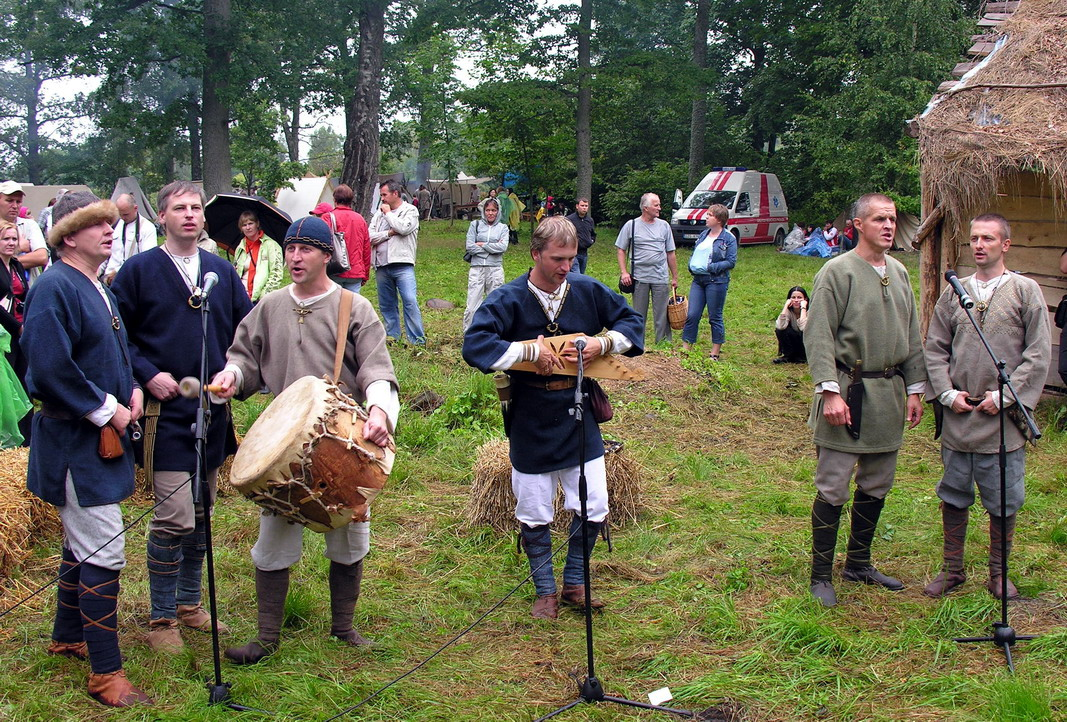
Ensemble folklorique letton Vilki au festival Apuolė 854, août 2009.

Elle est collectée par l'Allemand Herder[Lequel ?] dès le XVIIIe siècle. À côté des chants pastoraux ou maritimes fortement concurrencés par les nombreux aérophones rustiques, on trouve les dainas, qui ont une origine pré-chrétienne. Ces chants courts strophiques mais non rimés narrent la mythologie nordique en consacrant le soleil  Saule, la lune Meness, etc. En 1894 et 1915 le recueil Latvju Dainas est publié par Krišjānis Barons. On trouve aussi les chants saisonniers (ligo) tout aussi liés au paganisme et aux modes musicaux archaïque ou pentatonique. 
Il existe ici comme dans tous les pays nordiques, une tradition de musique à danser spelman jouée avec une formation comprenant violon (vijole), cornemuse (dūdas) et cymbales (cimbole), notamment, mais qui est souvent supplantée par les battements de pieds ou de mains doublés de sifflets. Lors des mariages, des musiciens itinérants jouent de la vielle à roue (rata lira) ou de la cornemuse (dūdas), un instrument réservé aux non-germains.
Dans les années 1970, des artistes tels Jānis Porikis, Valdis Muktupāvels et Teiksma font un retour (revival) en revenant aux instruments traditionnels telle la cithare (kokles), mais en y adaptant des évolutions techniques modernes. Des groupes récents continuent cette tradition tels que Maskackas spelmani, Quartet Karta et Senleja. 

## Musique populaire
Le rock est très populaire durant les Soviets, étant un moyen d'expression de la rébellion et le premier groupe de rock soviétique est formé à Riga, Revengers. Curieusement, c'est un compositeur classique qui donne à ce mouvement un caractère national en composant notamment un opéra-rock ; Imants Kalniņš acquiert ainsi une célébrité non pas par ses symphonies ou ses oratorios, mais par ses chansons en forme de chants de révolte. Le groupe Menuets (devenu ensuite Pērkons) s'attache à son seul répertoire ainsi qu'aux poèmes de Māris Melgalvs. Nombre de leurs concerts donnèrent lieu à des émeutes anti-soviétiques.
La Lettonie remporte en 2002 le Concours Eurovision de la chanson avec I Wanna de Marie N. Elle accueille donc le concours l’année suivante, qui voit la victoire de la Turquie. La scène actuelle[Quand ?] est dominée par Prāta Vētra (ou Brainstorm), mais aussi par Fomins un Kleins et Līvi.

## Instruments traditionnels
Les instruments à vent comprennent : akordeons, āžrags, birbīne, bukarags, čučarags, dūdas, dūde, dūduls, ermoņikas, ganurags, garmoška, govju zvans, grebulis, koka zvans, kulenes, pīlīte, rags, skrabals, soms, spendele, stabules, strumpe, svilpe, taure, trūba, et vara taure. Les instruments à cordes comprennent : akerdonis, cimbole, cīters, dūda, ģīga, kōkles, manihorka, pūšļa vijole, mazā basīte, rata lira, skripka, et vijole.
Les percussions comprennent : biuvas, briesmu dēlis, bubna, bubyns, bundziņas, bungas, čakārnis, duceklis, eglīte, klabata, paupenes, pulkstenis zvārguļi, puškaitis, sietiņš, talakans, tarkšķis, treikuly, trumulis, vara bungas, vargas, zobu spēles, et zvans.

### Sources
- Michel-R Hofman, Musiques de la Russie et de ses voisins, Buchet-Chastel, 2003.
- (en) Andrew Cronshaw, Singing Revolutions', in World Music, Vol. 1: Africa, Europe and the Middle East, Broughton, Simon and Ellingham, Mark with McConnachie, James and Duane, Orla (Ed.), Rough Guides Ltd, Penguin Books, 2000.  (ISBN 1-85828-636-0).